# Okręg wyborczy nr 72 do Senatu Rzeczypospolitej Polskiej
Okręg wyborczy nr 72 do Senatu Rzeczypospolitej Polskiej obejmuje obszar powiatów raciborskiego i wodzisławskiego oraz miast na prawach powiatu Jastrzębia-Zdroju i Żor (województwo śląskie). Wybierany jest w nim 1 senator na zasadzie większości względnej.
Utworzony został w 2011 na podstawie Kodeksu wyborczego. Po raz pierwszy zorganizowano w nim wybory 9 października 2011. Wcześniej obszar okręgu nr 72 należał do okręgu nr 29.
Siedzibą okręgowej komisji wyborczej jest Bielsko-Biała.

## Reprezentanci okręgu
| Rok  | Rok        | Senator           | Komitet wyborczy                           |
| ---- | ---------- | ----------------- | ------------------------------------------ |
|      | 2011       | Adam Zdziebło     | Platforma Obywatelska RP                   |
|      | 2015       | Adam Gawęda       | Prawo i Sprawiedliwość                     |
| 2019 | Ewa Gawęda |                   | Prawo i Sprawiedliwość                     |
|      | 2023       | Henryk Siedlaczek | KKW Koalicja Obywatelska PO .N iPL Zieloni |

## Wyniki wyborów

### Wybory parlamentarne 2011
| Kandydat                                                                                      | Kandydat          | Komitet wyborczy             | Głosów | Głosów | Głosów |
| Kandydat                                                                                      | Kandydat          | Komitet wyborczy             | Liczba | %      | +/–    |
| --------------------------------------------------------------------------------------------- | ----------------- | ---------------------------- | ------ | ------ | ------ |
|                                                                                               | Adam Zdziebło     | Platforma Obywatelska RP     | 50 903 | 33,92  | –      |
|                                                                                               | Grzegorz Dziewior | Prawo i Sprawiedliwość       | 32 843 | 21,89  | –      |
|                                                                                               | Eugeniusz Wala    | KWW Bezpartyjni.pl           | 19 825 | 13,21  | –      |
|                                                                                               | Adam Hajduk       | KWW Adama Hajduka Razem      | 16 693 | 11,12  | –      |
|                                                                                               | Andrzej Bielawski | Sojusz Lewicy Demokratycznej | 13 898 | 9,26   | –      |
|                                                                                               | Wiesława Ciurko   | Polska Jest Najważniejsza    | 6419   | 4,28   | –      |
|                                                                                               | Tadeusz Jedynak   | Polskie Stronnictwo Ludowe   | 5589   | 3,72   | –      |
|                                                                                               | Aleksander Zioło  | KWW Aleksandra Zioło         | 3898   | 2,60   | –      |
| Frekwencja: 45,82% Liczba głosów ważnych: 150 068 (97,09%) Źródło: Państwowa Komisja Wyborcza |                   |                              |        |        |        |

### Wybory parlamentarne 2015
| Kandydat | Kandydat            | Komitet wyborczy                        | Głosów | Głosów | Głosów |
| Kandydat | Kandydat            | Komitet wyborczy                        | Liczba | %      | +/–    |
| --- | ------------------- | --------------------------------------- | ------ | ------ | ------ |
| | Adam Gawęda         | Prawo i Sprawiedliwość                  | 69 014 | 43,36  | +21,47 |
| | Dariusz Prus        | Platforma Obywatelska RP                | 41 627 | 26,15  | –7,77  |
| | Mateusz Kania       | KWW Mateusz Kania – Program dla Śląska  | 22 767 | 14,30  | –      |
| | Beata Baran         | „Obywatelski KWW Polskie Rodziny Razem” | 10 450 | 6,57   | –      |
| | Ryszard Leszczyński | Polskie Stronnictwo Ludowe              | 6387   | 4,01   | +0,29  |
| | Aleksander Zioło    | KWW Aleksandra Zbigniewa Zioło          | 5481   | 3,44   | +0,84  |
| | Jarosław Ligas      | KWW Jarosław Ligas                      | 3444   | 2,16   | –      |
| Frekwencja: 49,99% Liczba głosów ważnych: 159 170 (96,61%) Źródło: [parlament2015.pkw.gov.pl/351_Wyniki_Senat/0/0/72.html Państwowa Komisja Wyborcza] |                     |                                         |        |        |        |

### Wybory parlamentarne 2019
| Kandydat                                                                                      | Kandydat       | Komitet wyborczy                           | Głosów | Głosów | Głosów |
| Kandydat                                                                                      | Kandydat       | Komitet wyborczy                           | Liczba | %      | +/–    |
| --------------------------------------------------------------------------------------------- | -------------- | ------------------------------------------ | ------ | ------ | ------ |
|                                                                                               | Ewa Gawęda     | Prawo i Sprawiedliwość                     | 97 412 | 54,05  | +10,69 |
|                                                                                               | Marek Migalski | KKW Koalicja Obywatelska PO .N iPL Zieloni | 82 830 | 45,95  | +19,80 |
| Frekwencja: 58,28% Liczba głosów ważnych: 180 242 (97,02%) Źródło: Państwowa Komisja Wyborcza |                |                                            |        |        |        |

### Wybory parlamentarne 2023
| Kandydat                                                                                      | Kandydat          | Komitet wyborczy                           | Głosów | Głosów | Głosów |
| Kandydat                                                                                      | Kandydat          | Komitet wyborczy                           | Liczba | %      | +/–    |
| --------------------------------------------------------------------------------------------- | ----------------- | ------------------------------------------ | ------ | ------ | ------ |
|                                                                                               | Henryk Siedlaczek | KKW Koalicja Obywatelska PO .N iPL Zieloni | 80 430 | 39,30  | –6,65  |
|                                                                                               | Ewa Gawęda ●      | Bezpartyjni Samorządowcy                   | 77 594 | 37,92  | –      |
|                                                                                               | Konrad Makarewicz | Konfederacja Wolność i Niepodległość       | 24 640 | 12,04  | –      |
|                                                                                               | Adam Pustelnik    | Ślonzoki Razem                             | 21 981 | 10,74  | –      |
| Frekwencja: 70,72% Liczba głosów ważnych: 204 645 (95,56%) Źródło: Państwowa Komisja Wyborcza |                   |                                            |        |        |        |